# Знамя (футбольный клуб, Арзамас)
«Знамя» — советский футбольный клуб из Арзамаса.
В 1990—1991 годах команда играла во второй низшей лиге первенства СССР, также принимала участие в Кубке РСФСР для команд второй лиги, затем была расформирована.
| Сезон | Лига               | Зона | Место    | И  | В  | Н  | П  | Мячи  | О  |
| ----- | ------------------ | ---- | -------- | -- | -- | -- | -- | ----- | -- |
| 1990  | Вторая низшая лига | 5    | из 17    | 32 | 17 | 10 | 5  | 37-19 | 44 |
| 1991  | Вторая низшая лига | 7    | 12 из 22 | 42 | 16 | 11 | 15 | 56-49 | 43 |

Главный тренер — Александр Щербаков.
От данной команды некоторые источники ведут историю футбольного клуба «Торпедо»/«Арзамас».